# Ейвън Ръбър
Вижте пояснителната страница за други значения на Ейвън.
„Ейвън“ (на английски: Avon Rubber p.l.c.) е британска компания в Мелксхям.
Тя е производител на гуми за автомобилостроенето, селското стопанство, тежкотоварни камиони и автобуси, както и изделия от каучук за промишлеността. Тя е 4-та в света по производство на гуми.
Компанията произвежда и спортни гуми за автомобилните спортове.

## Във „Формула 1“
|       | Участия | Победи | ПП | НБО | Точки | Бр. Пилоти | Бр. Отбори | Бр. Двигатели |
| Ейвън | 29      | -      | -  | -   | 8     | 18         | 10         | 5             |
| ----- | ------- | ------ | -- | --- | ----- | ---------- | ---------- | ------------- |